# IRB Rugby Aid Match
L’IRB Rugby Aid Match fu un incontro di beneficenza di rugby a 15 che si tenne allo stadio di Twickenham di Londra (Regno Unito) il 5 marzo 2005, organizzato a sostegno dell'iniziativa del Programma alimentare mondiale in aiuto alle popolazioni rimaste colpite dallo tsunami nell'oceano Indiano del 26 dicembre 2004.
Organizzato dalla Rugby Football Union, che propose la sede di Twickenham a Londra come terreno di gioco, il match si tenne tra due selezioni di giocatori, una per ciascun emisfero; selezionatore dell'Emisfero Nord fu l'inglese Sir Clive Woodward, mentre per l'Emisfero Sud fu l'australiano Rod Macqueen.
Al fine di garantire la massima copertura mediatica (radio, televisione e satellite) da parte della BBC, la RFU posticipò le semifinali di quell'edizione della coppa Anglo-Gallese alla domenica successiva; l'obiettivo era quello di raggiungere, tra gli incassi ed eventuali donazioni, la cifra di 3 milioni di sterline.
L'evento fu seguito allo stadio da più di 40.000 spettatori paganti.
L'incontro terminò con la vittoria dell'Emisfero Sud per 54 a 19.

## Composizione delle squadre
I due tecnici scelsero tra i giocatori idonei a essere schierati tra le nazionali dei rispettivi emisferi; tra i rugbisti selezionati ve ne furono anche alcuni che non avevano mai giocato in Nazionale: di essi uno, il gallese Chris Horsman, debuttò a livello internazionale nel novembre di quello stesso anno.
L'irlandese Brian O'Driscoll, selezionato ma non schierabile a causa di un infortunio, e inizialmente scelto per essere il capitano della squadra dell'Emisfero Nord, fu comunque presente all'incontro in qualità di assistente allenatore per volontà di Clive Woodward.
Capitani delle due squadre furono l'inglese Lawrence Dallaglio per il Nord e l'australiano George Gregan per il Sud; Woodward scelse tra le Federazioni che compongono il Sei Nazioni (Francia, Galles, Inghilterra, Irlanda, Italia e Scozia), mentre Macqueen, oltre alle tre avversarie del Tri Nations (Australia, Nuova Zelanda e Sudafrica) selezionò elementi anche da Argentina, Figi, Samoa e Tonga.
L'Emisfero Nord scese in campo con una tenuta blu, mentre invece quello Sud vestì una tenuta completamente rossa.

### Schieramenti
Emisfero Nord
- Mirco Bergamasco
- Marco Bortolami
- Olivier Brouzet
- Ben Cohen
- Lawrence Dallaglio (c)
- Gareth Cooper
- Chris Horsman
- David Humphreys
- Raphaël Ibañez
- Eric Miller
- Donncha O'Callaghan
- Chris Paterson
- Mike Phillips
- Pat Sanderson
- Ollie Smith
- Cédric Soulette
- Ceri Sweeney
- Mathew Tait
- Mark Taylor
- Simon Taylor
- Jonathan Thomas
- Andy Titterrell
- John Yapp
- Sir Clive Woodward (allenatore)
- Brian O'Driscoll (assistente)

In corsivo i giocatori all'epoca mai convocati in Nazionale prima
Emisfero Sud
- Sereli Bobo
- Schalk Burger
- Thinus Delport
- Shane Drahm
- Jaque Fourie
- George Gregan (c)
- Eusebio Guiñazú
- Carl Hoeft
- Toutai Kefu
- Chris Latham
- Brian Lima
- Victor Matfield
- Andrew Mehrtens
- Matt Mustchin
- Opeta Palepoi
- Moses Rauluni
- Semo Sititi
- John Smit
- Tana Umaga
- Cobus Visagie
- Ephraim Taukafa
- Phil Waugh
- Rod Macqueen (Allenatore)

## Il tabellino
| Arbitro: | Paddy O’Brien |

| |            | |
| Titterell 18’ Sanderson 27’ Bergamasco 60’                                                                                                  | mt         | 13’ Umaga 25’ Lima 33’, 62’ Latham 40’ Burger 50’, 76’ Sititi 74’ Fourie                                    |
| Humphreys 18’ Sweeney 60’ | tr         | 13’, 25’, 33’, 40’, 50’, 62’ Mehrtens 74’ Latham                                                            |
| Paterson Mirco Bergamasco Smith Sweeney Cohen Humphreys Cooper Yapp Titterrell Horsman Bortolami O' Callaghan Dallaglio Sanderson S. Taylor | Formazioni | Latham Lima Fourie Umaga Sereli Bobo Mehrtens Gregan Hoeft Smit Visagie Mustchin Matfield Burger Waugh Kefu |
| Clive Woodward | Allenatori | Rod Macqueen                                                                                                |